# Superliga da Colômbia de Futebol de 2020
A Superliga da Colômbia de 2020 (oficialmente Superliga Aguila 2020, por questões contratuais de patrocínio) foi a nona edição do torneio. Uma competição colombiana de futebol, organizada pela Divisão Maior do Futebol Colombiano (DIMAYOR) que reuniu as equipes campeãs da Liga Aguila I e II do Campeonato Colombiano do ano anterior. A competição foi decidida em dois jogos, disputados em 8 e 11 de setembro de 2020.
O Junior Barranquilla corou-se bicampeão da Superliga depois de vencer o América de Cali por 3–2 no placar agregado dos dois jogos.

## Visão geral
A competição, que geralmente é disputada em janeiro, antes do início de cada temporada da Primera A, foi originalmente marcada para o meio do ano devido à falta de datas livres no calendário causada pelo Torneio Pré-Olímpico Sul-Americano Sub-23 de 2020 e pelo início do torneio da Primera A no mesmo mês. Em fevereiro de 2020, a DIMAYOR estava considerando jogar a Superliga em 31 de maio de 2020 em partida única em um campo neutro fora do país, sendo Miami a cidade-sede provisória. No entanto, os planos não vingaram devido ao surto de COVID-19 e em 13 de março de 2020 todos os torneios de futebol no país foram suspensos. Por fim, em 31 de agosto de 2020, com o anúncio do reinício dos torneios organizados pela DIMAYOR, a competição acabou sendo confirmada para os dias 8 e 11 de setembro de 2020, com o seu habitual formato de ida e volta.

## Participantes
| Clube                  | Cidade       | Classificação                                              | Participação |
| ---------------------- | ------------ | ---------------------------------------------------------- | ------------ |
| Junior de Barranquilla | Barranquilla | Campeão da Liga Aguila II do Campeonato Colombiano de 2019 | 3ª           |
| América de Cali        | Cáli         | Campeão da Liga Aguila I do Campeonato Colombiano de 2019  | 1ª           |

## Regulamento
Os times participantes disputaram um "mata-mata" pelo título da Superliga Aguila de 2020 em partidas de ida e volta. O mando de campo da partida de volta foi do clube com a melhor posição na classificação geral da Liga AGUILA de 2019 (somatório dos pontos obtidos na Liga AGUILA I e II de 2019). Em caso de empate em pontos ao final dos dois jogos, a definição do campeão seria no saldo de gols, e caso fosse necessário, na disputa por pênaltis.

## Partidas
| 8 de setembro de 2020 | Junior                 | 1 – 2     | América de Cali           | Barranquilla                                               |  |
| 19:30                 | Miguel Borja 4' (pen.) | Relatório | Fuentes 81' · Vergara 82' | Estádio: Romelio Martínez Público: 0 Árbitro: Andrés Rojas |  |

| 11 de setembro de 2020 | América de Cali | 0 – 2 (2–3 agr.) | Junior                        | Cáli                                                        |  |
| 19:00                  |                 | Relatório        | Hinestroza 10' · Valencia 82' | Estádio: Pascual Guerrero Público: 0 Árbitro: Edilson Ariza |  |

Junior venceu por 3–2 no agregado.

## Premiação
| Superliga da Colômbia de 2020               |
| ------------------------------------------- |
| Junior de Barranquilla Campeão (2.º título) |